# Музей природознавства міста Женева
46°11′56″ пн. ш. 6°09′30″ сх. д. / 46.1989° пн. ш. 6.1583° сх. д.
Музей природничої історії міста Женева (Muséum d'histoire naturelle de la Ville de Genève) – це музей у районі О-Вів у Женеві.

## Історія
Музей був заснований у 1820 році. Сучасні будівлі датуються 1970 роком. З виставковою площею 10 000 квадратних метрів музей є найбільшим музеєм природничої історії у Швейцарії.

## Колекції
У музеї, серед іншого, зберігаються колекції комах Луї Жюрена, зокрема перетинчастокрилі (Hymenoptera), жорсткокрилі (Coleoptera), лускокрилі (Lepidoptera) та напівтвердокрилі (Hemiptera), а також колекція мушель Крістіана Хі Хвасса.